# Gino Galuppini
Gino Galuppini (Bologna, 27 dicembre 1914 – Roma, 16 ottobre 2010) è stato un ammiraglio e storico italiano.

## Biografia
Diplomatosi presso l'Istituto tecnico per geometri nel 1933, due anni dopo consegue la maturità scientifica e, nell’agosto 1935, entra nella Regia accademia navale di Livorno col corso “Pirati” per il ruolo normale del Corpo del genio navale, divenendo capocorso al termine del primo anno e mantenendo tale posto sino ad uscirne nel 1938 col grado di aspirante. Nel 1939 è promosso sottotenente e imbarca per quattro mesi sul Conte di Cavour, per poi essere destinato all’Università di Genova, dove consegue la laurea in ingegneria navale.
Nominato tenente del genio e imbarcato sul Bartolomeo Colleoni, dichiarata l’Italia la guerra a Francia e Gran Bretagna, partecipò alla battaglia di Capo Spada del 19 luglio 1940; sopravvissuto ai colpi d’artiglieria alle motrici da parte dell'incrociatore australiano HMAS Sydney, che avevano immobilizzato il Colleoni, successivamente affondato dai siluri delle cacciatorpediniere britanniche HMS Ilex e HMS Hyperion, naufrago, venne tratto in salvo da quest’ultima, quindi fatto prigioniero dagli inglesi i quali lo condussero, assieme ad altri superstiti, inizialmente presso la Caserma Mustafà di Alessandria (Mustapha Barracks), in Egitto, per poi essere trasferito in cattività in un campo ancora in costruzione nella località di Geneifa, una zona desertica nei pressi del Grande Lago Amaro, penultima stazione della ferrovia Alessandria-Suez. Imbarcato assieme ad altri prigionieri il 23 agosto 1940 sul piroscafo Rajula, giunse a Bombay, in India e da qui fu dapprima destinato al Central Internment Camp di Ahmednagar, trasferito poi al POW Camp di Ramgarh, presso il quale fu responsabile del servizio mensa, e infine al campo n. 28 – ala 2, di Yol, alle pendici dell’Himalaya, dove svolse la mansione di ”ufficiale pagatore”, fu infine rimpatriato tra il settembre 1944 e il gennaio 1945,  coi “collaboratori” fedeli al cosiddetto Regno del Sud.
Dopo il conflitto insegnò all'Accademia navale assolvendo poi a diversi incarichi presso il Comando NATO del Mediterraneo (Hedquarters Allied Forces Mediterranean – HAFMED) a Floriana, sull'isola di Malta. Collezionista ed appassionato di uniformologia, destinato all’Ufficio storico della Marina, del quale divenne il decano, fu autore di numerosi articoli e libri a carattere storico, scientifico, tecnico e divulgativo sulle varie tipologie di navi (militari e mercantili) nonché sulla storia della Regia e della Marina militare italiana.

## Opere
In ordine cronologico per anno di pubblicazione (parziale e incompleta):
- L’Arsenale di La Spezia nel centenario della sua inaugurazione, in Rivista Marittima, luglio-agosto 1969,  pp. 7-92.
- Il Ministero della Marina, Roma, Ufficio Storico della Marina Militare, 1970.
- Gino Galuppini, La portaerei: storia tecnica e immagini dalle origini alla portaerei atomica, Roma, Arnoldo Mondadori Editore, 1979.
- L’Accademia Navale 1881-1981, Roma, Ufficio Storico della Marina Militare, 1981.
- Guida alle navi d'Italia dal 1861 a oggi, Milano, A. Mondadori, 1982.
- Lo Schnorchel italiano, Roma, Ufficio Storico della Marina Militare, 1986.
- La Banda musicale della Marina militare, in Bollettino d'archivio dell'Ufficio storico della Marina Militare, dicembre 1993,  pp. 93-120.
- Gli Ufficiali di Stato Maggiore, in Rivista Marittima,   maggio 1997,  pp. 75-84.
- Le uniformi della Marina militare, i 2 voll. (1919-1995), Roma, Ufficio storico della Marina militare, 1999.
- Storie di una marina che non c'è più, 2 voll., Roma, Ufficio storico della Marina militare, 2000.
- Collana Militaria: storia, battaglie, armate, vol. 10 – Sommergibili, corazzate e altre navi da guerra dal 1914 a oggi, Il Giornale, 2006.
- Come furono fatti i primi prigionieri della guerra 1940-1943, in Il secondo Risorgimento d'Italia, gennaio 2008,  pp. 43-49.
- La forza aerea della Regia Marina, Roma, Ufficio Storico della Marina Militare, 2010.

### In lingua tedesca
- Weltenzyklopädie der Schiffe I. Kriegsschiffe von den Anfängen bis heute, Monaco di Baviera, Südwest Verlag, 1991, ISBN 978-3-517-00852-3.
- Weltenzyklopädie der Schiffe II. Handels- und Passagierschiffe von den Anfängen bis heute, Monaco di Baviera, Südwest Verlag, 1991, ISBN 978-3-517-01077-9.